# Релятивистская частица
Релятиви́стская части́ца — частица, движущаяся с релятивистской скоростью, то есть скоростью, сравнимой со скоростью света. Движение таких частиц, рассматриваемых как классические (неквантовые) материальные точки, описывается специальной теорией относительности. Безмассовые частицы (фотоны, гравитоны, глюоны и т. д.) всегда являются релятивистскими, поскольку могут существовать, лишь двигаясь со скоростью света.
Массивные частицы называются релятивистскими, когда их кинетическая энергия сопоставима или превышает энергию mc², соответствующую их массе покоя (это условие означает, что их скорость приближается к скорости света). Если энергия частицы значительно больше её энергии покоя, такая частица называется ультрарелятивистской.
Массивные релятивистские частицы создаются в ускорителях частиц. В природе они существуют в космическом излучении. Электроны и позитроны, рождающиеся при бета-распаде атомных ядер, также часто являются релятивистскими (когда их энергия близка к 511 кэВ — массе электрона — или превышает эту величину). Нейтрино и антинейтрино, излучаемые при бета-распаде, практически всегда являются ультрарелятивистскими, поскольку их масса очень мала (менее 1 эВ). В астрофизике релятивистские струи вещества, состоящие из релятивистских частиц, генерируются в ядрах активных галактик и квазаров.
Пересечение границы двух сред с различной диэлектрической проницаемостью заряженной релятивистской частицей сопровождается испусканием переходного излучения. Движение в среде релятивистской заряженной частицы со скоростью, превышающей скорость света в этой среде, сопровождается эмиссией черенковского излучения. Оба явления используются для детектирования и измерения энергии заряженных частиц.
Квантовая механика недостаточна для квантового описания движения релятивистских частиц; самосогласованной теорией релятивистских квантовых систем является квантовая теория поля.